# Ramón José Velásquez
Pour les articles homonymes, voir Vélasquez (homonymie).
Ramón José Velásquez (né le 28 novembre 1916 à San Juan de Colón et mort le 24 juin 2014) est un historien, journaliste, écrivain, avocat et homme d'État vénézuélien, il est président du Venezuela du 5 juin 1993 au 2 février 1994.

## Enfance et jeunesse
Velásquez naît à San Juan de Colón au Venezuela en 1916. Son père, Ramon Velasquez Ordoñez, est un journaliste et correcteur et sa mère, Regina Mujica, est éducatrice. Il va à l'école Simón Bolívar à San Cristóbal, et en 1935, prolonge ses études au lycée Andrés Bello, à Caracas. En 1942, il obtient un doctorat en sciences sociales et politiques à l'université centrale du Venezuela et devint avocat en 1943.

## Journaliste et historien
En 1941, il devient journaliste pour le journal vénézuélien Últimas Noticias et devint par la suite, président du journal El Nacional de 1964 à 1968 et de 1979 à 1981. Il écrit en 1972, son premier livre : La caída del Liberalismo Amarillo: tiempo y drama de Antonio Paredes et Confidencias imaginarias de Juan Vicente Gómez en 1979.

## Vie politique
Pendant la dictature de Marcos Pérez Jiménez au Venezuela, Velasquez est emprisonné pendant un an.
Lors des élections présidentielles de 1958, il est élu au Sénat pour représenter l'État de Táchira et au Congrès de la République pour représenter l'état de Miranda pendant le mandat du président Rómulo Betancourt. De 1984 à 1987, il est président de la Comisión para la Reforma del Estado (COPRE).
En 1993, à la suite de la destitution du président Carlos Andrés Pérez, le Congrès nomme Velasquez, président par intérim jusqu'au 2 février 1994. Son gouvernement est critiqué pour son inaction devant le développement de la violence et de la criminalité. En janvier 1994, une émeute fait 103 morts dans la prison de Maracaibo et 354 personnes sont assassinées en prison durant l'année, notamment en raison de la forte surpopulation carcérale.